# Antonio de Alarcón y Ocaña
Antonio de Alarcón y Ocaña (Madrid, 1622 – La Havana, ca. 1663) va ser un noble i militar castellà.
Era fill del secretari de la cort Gabriel de Ocaña y Alarcón i de Margarita de Aibar. Va néixer a Madrid i batejat a la parròquia de San Sebastián el 15 de gener de 1622. De família originàriament madrilenya, en un moment donat Antonio es va traslladar a viure a les Índies, concretament a l'illa de Cuba, allà es va casar amb Catalina Mejía, nascuda a La Havana però filla de pares madrilenys. S'esmenta, altrament, que també va ser capità de l'exèrcit. Entre els seus fills hi ha Gabriel de Alarcón, i Tertra, tots dos ja nascuts a la ciutat de La Havana.
Va testar a La Havana el 16 de setembre de 1663 davant de Cristóbal Valera.